# Астрал (фильм)
«Астрал» (англ. Insidious) — фильм ужасов о сверхъестественном 2010 года, снятый Джеймсом Ваном по сценарию Ли Уоннелла, с Патриком Уилсоном, Роуз Бирн и Барбарой Херши в главных ролях. Это первая часть франшизы «Астрал» и третья по хронологии сюжета серии. История сосредоточена на супружеской паре, чей мальчик необъяснимым образом впадает в коматозное состояние и становится сосудом для различных демонических существ в астральном плане.
Мировая премьера фильма «Астрал» состоялась 14 сентября 2010 года на международном кинофестивале в Торонто (TIFF) в 2010 году, а премьера в США состоялась 1 апреля 2011 года, в России — 31 марта. За фильмом следуют два продолжения: «Астрал: Глава 2» (2013), «Астрал 5: Красная дверь» (2023); и два приквела, «Астрал 3» (2015) и «Астрал 4: Последний ключ» (2018).

## Сюжет
Всё начинается с чёрно-белой съёмки комнаты спящего мальчика. Далее вид камеры переводится по комнате на кухню, где за окном виден силуэт головы. Затем камера переходит на зеркало, и видно лицо злобной старухи с зажжённой свечой.
Преподаватель Джош, его жена Рене и трое их детей (Долтон, Фостер и Кэлли) переезжают в новый дом. Ещё даже не успев распаковаться, Рене начинает замечать странные вещи. Книги, которые она ставила на полку, вдруг оказываются на полу, коробка с нотными тетрадями, которые она долго не могла найти, оказывается на чердаке, слышатся странные звуки. Однажды вечером Долтон забирается на чердак и, пытаясь включить там свет, падает с лестницы, а на следующее утро он не просыпается. Врачи считают, что это кома, но не могут определить её причину, говорят, что такого они ещё никогда не встречали.
Прошло три месяца. Рене продолжает сталкиваться с паранормальными явлениями, не выдерживает этого и уговаривает Джоша сменить дом, считая, что переехав, они избавятся от призраков. Но призраки продолжают преследовать семью и в новом доме.
Отчаявшись, Рене приглашает двух специалистов по паранормальным явлениям — Спекса и Такера. Исследуя дом, Такер обнаруживает аномалию, и они зовут на помощь Элис Рейнер.
Элис рассказывает родителям, что их сын вовсе не в коме и падение с лестницы ни при чём. Что физически его тело здесь, но его душа летает. Также оказалось, что Долтон с раннего возраста умел выходить в астрал. Но в один из «полётов» он зашёл слишком далеко и не смог вернуться, а призраки, которых видела Рене, пытаются завладеть телом Долтона. И что, помимо призраков, есть демон, который тоже хочет получить мальчика, и ближе всех находится к нему. Джош не верит Элис и выгоняет её, однако, обнаружив в комнате Долтона рисунки, явно указывающие на правдивость слов Элис, понимает, что та была права, и соглашается на её помощь.
Позже выясняется, что Долтон унаследовал способность выходить в астрал от отца, и теперь Джош должен выйти из своего тела и помочь сыну вернуться, пока тело Долтона не занял кто-то другой.
Выйдя в астрал, Джош видит пугающие странности — призраков, пытающихся заполучить тело мальчика. Немного побродив по потустороннему тоннелю, он находит Долтона, но внезапно на них нападает краснолицый демон, от которого им удаётся сбежать, разделившись. Рене зовёт мужа по указу Элис, однако это выпускает призраков в наш мир, которые намерены заполучить тело Джоша. В последний момент Джош встречается лицом к лицу с призрачной старухой и вроде бы прогоняет её, после чего возвращается в своё тело, прежде чем призраки заполучают его. Долтон тоже просыпается. Перед тем как покинуть дом, Элис начинает подозревать неладное. Она фотографирует Джоша и тот, закатив истерику, душит её. Рене бежит на крики, где застаёт труп Элис. Она начинает искать и звать Джоша, но не находит его. Затем она обнаруживает фотоаппарат и ужасается. Сфотографировав Джоша, Элис поняла, что перед ней старуха-призрак, которая набрасывается и душит её. В этот момент Джош опускает на плечо Рене руку, она с ужасом оборачивается. На этом фильм заканчивается, оставив открытый финал.

## В ролях
| Актёр         | Роль                  |
| ------------- | --------------------- |
| Патрик Уилсон | Джош Ламберт          |
| Роуз Бирн     | Рене Ламберт          |
| Тай Симпкинc  | Долтон Ламберт        |
| Лин Шэй       | Элис Райнер           |
| Энгус Сэмпсон | Такер                 |
| Ли Уоннелл    | Спекс                 |
| Барбара Херши | Лорэйн Ламберт        |
| Эндрю Астор   | Форест Ламберт        |
| Джозеф Бишара | Демон с красным лицом |
| Филип Фридман | Невеста в чёрном      |

## Производство
«Астрал» — это третья совместная работа режиссёра Джеймса Вана и сценариста Ли Уоннела. До этого они работали вместе над фильмами «Пила» и «Мёртвая тишина». Съёмки «Астрала» прошли в Лос-Анджелесе в начале 2010 года. Изначально фильм носил название «The Further», затем сменил его на «The Astral». Окончательным названием картины стало «Insidious».

## Отзывы
Фильм получил в целом положительный отклик критиков. Совокупность обзоров Rotten Tomatoes сообщает, что 66 % критиков дали фильму положительную оценку на основе 176 обзоров; средний балл 6.00/10. Критический консенсус таков: «Помимо шаткого финального акта, Астрал — это очень страшная и очень весёлая захватывающая поездка в дом с привидениями». На Metacritic фильм получил средневзвешенную оценку 52 из 100 на основе 30 критиков, что указывает на «смешанные или средние отзывы». Роджер Эберт дал фильму две с половиной звезды из четырёх и написал: «Это зависит от персонажей, атмосферы, скрытых событий и нарастающего страха. Это не очень хорошо, но кинозрители получат то, чего они ожидают».
В ряде негативных отзывов сообщалось, что вторая половина фильма не соответствовала развитию первой. Майк Хейл из «Нью-Йорк Таймс» написал, что «самый сильный аналог второй части „Астрала“ — это тот, к которому создатели фильма, вероятно, не стремились: это похоже на менее поэтичную версию сказки Найта Шьямалана». Точно так же Джеймс Берардинелли прокомментировал: «Если есть претензии к фильму, так это то, что вторая половина фильма не может соответствовать невероятно высоким стандартам, установленным первой половиной». Итан Гилсдорф из The Boston Globe писал, что «фильм начинается с обещания», но «безумный поезд коварства полностью сходит с рельсов, когда создатели фильма действуют логично, а некоторые странности объясняются двойным выстрелом демонической одержимости и астральной проекции».
Положительные отзывы были сосредоточены на способности создателей фильма создавать интригу. Джон Андерсон из The Wall Street Journal объясняет: «Что делает фильм пугающим, так это не то, что выпрыгивает из шкафа. Это то, что может выпрыгнуть из шкафа. Ужасающий момент: кинозрители инстинктивно гораздо больше убеждены, что то, чего мы не знаем, наверняка навредит нам … Астрал устанавливает, что эти люди могут сделать фильм, который действует на совершенно другом уровне, без крови или очевидно уловки. И заставить плоть ползать». Майкл Филлипс из «Чикаго Трибьюн» писал: «Режиссёр Джеймс Ван и сценарист Ли Уоннелл восхищаются всеми видами страха, от вопиющего до коварно тонкого. Этот находится на полпути между этими крайностями». Питер Трэверс из Rolling Stone прокомментировал: «Вот фильм о доме-призраке лучше среднего, в основном потому, что Астрал решает, что может напугать аудиторию, не забрызгивая её кровью». Кристи Лемир из Ассошиэйтед Пресс заявила: «Астрал» — это тот фильм, который можно смотреть с закрытыми глазами и всё равно чувствовать себя поглощённым им".

### Награды
| Год  | Результат   | Награда                   | Категория                         | Получатель            |
| ---- | ----------- | ------------------------- | --------------------------------- | --------------------- |
| 2011 | Победа      | Награды измерителя страха | Лучший фильм ужасов               | Джеймс Ван Ли Уоннелл |
| 2011 | номинирован | Награды измерителя страха | Лучший режиссёр                   | Джеймс Ван            |
| 2011 | номинирован | Награды измерителя страха | Лучшая женская роль               | Роуз Бирн             |
| 2011 | Победа      | Награды измерителя страха | Лучшая женская роль второго плана | Лин Шай               |
| 2011 | номинирован | Награды измерителя страха | Лучший сценарий                   | Ли Уоннелл            |
| 2011 | номинирован | Сатурн                    | Лучшая женская роль второго плана | Лин Шай               |
| 2011 | номинирован | 2011 Крик Награды         | Лучший фильм ужасов               | −                     |
| 2011 | номинирован | 2011 Крик Награды         | Лучший актёр ужасов               | Патрик Уилсон         |
| 2011 | номинирован | 2011 Крик Награды         | Лучшая актриса ужасов             | Роуз Бирн             |

## Продолжение

### Сиквелы
Продолжение, Астрал: Глава 2, было выпущено в пятницу, 13 сентября 2013 года и получил в целом негативный приём критиков.
Пятый фильм «Астрал 5: Красная дверь», который является прямым продолжением Главы 2, вышел 7 июля 2023 года.

### Приквелы
Третий выпуск, «Астрал 3» с Ли Уоннеллом в качестве режиссёра и сценариста, был выпущен 5 июня 2015 года и получил высокие кассовые сборы и неоднозначную реакцию критиков.
Четвёртая часть с Адамом Робителом в качестве режиссёра и Уоннеллом в качестве сценариста фильма «Астрал 4: Последний ключ» была выпущена 5 января 2018 года, и получила неоднозначные отзывы.